# Campanya de Filadèlfia
La campanya de Filadèlfia (1777-1778) va ser una iniciativa britànica en la Guerra d'Independència dels Estats Units per guanyar el control de Filadèlfia, que llavors era la seu del Segon Congrés Continental. El general britànic William Howe, després d'intentar sense èxit atreure l'Exèrcit Continental sota el comandament del general George Washington en una batalla al nord de Nova Jersey, va embarcar el seu exèrcit en transports, i els va desembarcar a l'extrem nord de la badia de Chesapeake. Des d'allà, va avançar cap al nord, cap a Filadèlfia. Washington va preparar defenses contra els moviments de Howe a Brandywine Creek, però va ser flanquejat i atacat a la batalla de Brandywine l'11 de setembre de 1777. Després de noves escaramusses i maniobres, Howe va poder entrar i ocupar Filadèlfia. Washington va atacar sense èxit una de les guarnicions de Howe a Germantown abans de retirar-se a Valley Forge per l'hivern.
La campanya de Howe va ser controvertida perquè, tot i que va aconseguir capturar la capital estatunidenca de Filadèlfia, va procedir lentament i no va ajudar a la campanya concurrent de John Burgoyne més al nord, que va acabar en desastre a Saratoga per als britànics, i va portar França a la guerra. El general Howe va dimitir durant l'ocupació de Filadèlfia i va ser reemplaçat pel seu segon al comandament, el general Sir Henry Clinton. Clinton va evacuar les tropes de Filadèlfia, enviant-les a Nova York el 1778 per tal d'augmentar les defenses de la ciutat contra un possible atac franco-americà. Washington es va enfrontar a l'exèrcit britànic per tota Nova Jersey, i va forçar amb èxit una batalla a Monmouth Court House, que va ser una de les batalles més importants de la guerra.
Al final de la campanya, els dos exèrcits estaven aproximadament en les mateixes posicions que estaven al seu començament.

## Antecedents
Després de l'èxit de la captura de Nova York pel general William Howe, i les reeixides accions de George Washington a Trenton i Princeton, els dos exèrcits es van establir en un punt mort difícil en els mesos d'hivern de principis de 1777. Tot i que aquest temps es van realitzar nombroses escaramusses puntuals, l'exèrcit britànic va continuar ocupant llocs d'avançada a New Brunswick i Perth Amboy (Nova Jersey).
El general Howe havia proposat a George Germain, l'oficial civil britànic responsable de la realització de la guerra, una expedició per 1777 per a capturar Filadèlfia, la seu del rebel Segon Congrés Continental. Germain va aprovar el seu pla, encara que amb menys tropes de les que Howe va demanar. També va aprovar plans de John Burgoyne per a una expedició per «forçar el seu camí cap a Albany» des de Mont-real. L'aprovació de Germain de l'expedició de Howe incloïa l'expectativa que Howe seria capaç d'ajudar a Burgoyne, fent un encreuament a Albany entre les forces de Burgoyne i les tropes que Howe enviaria al nord des de Nova York.

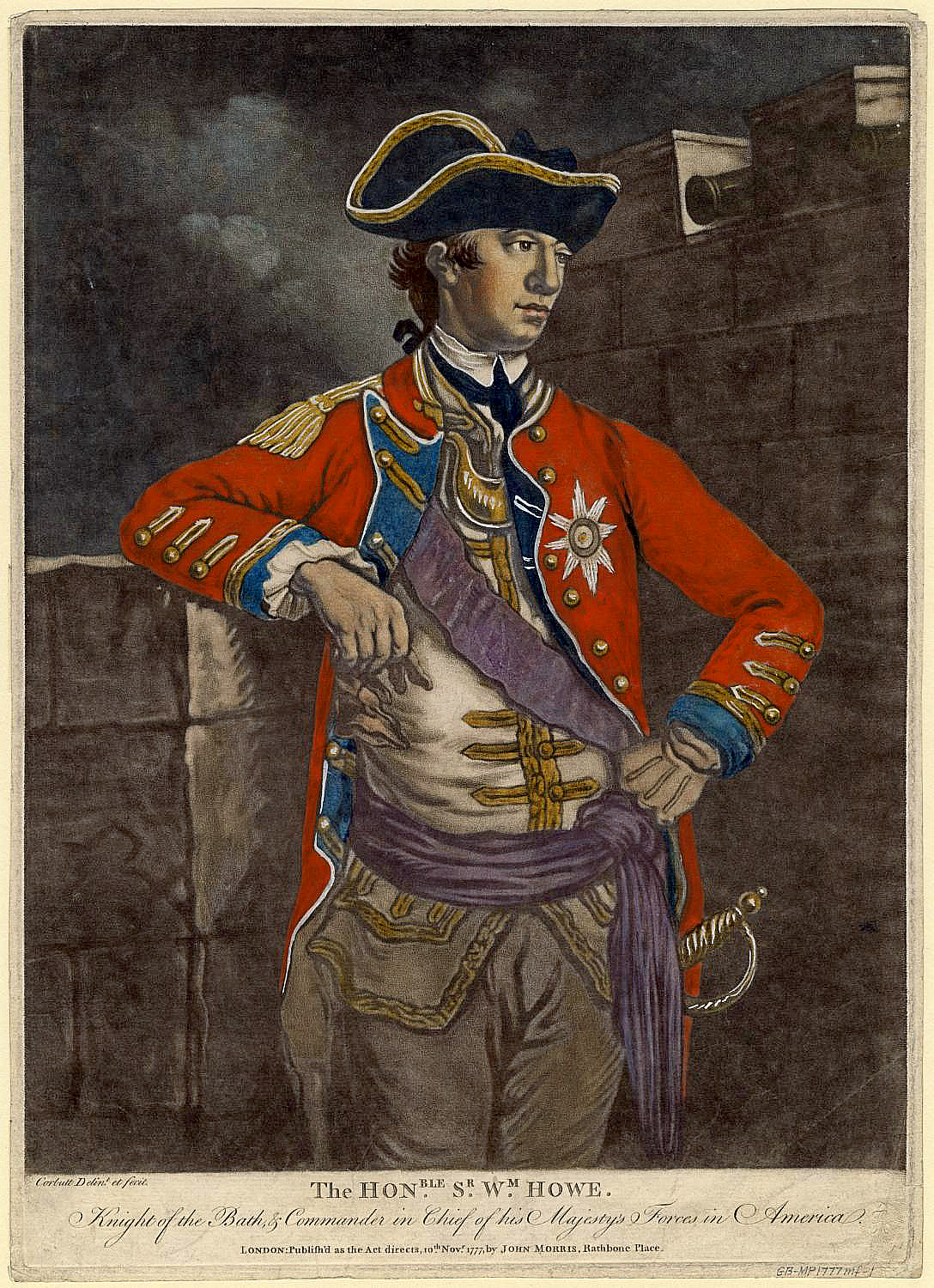
General Sir William Howe
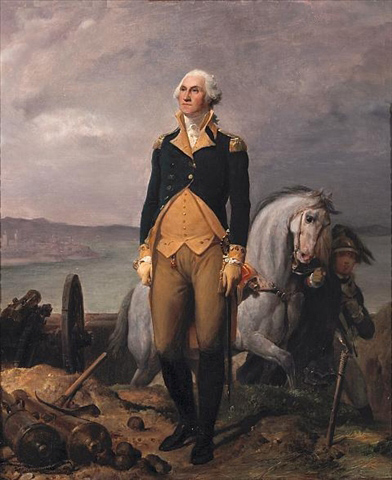
Retrat de George Washington, de Léon Cogniet
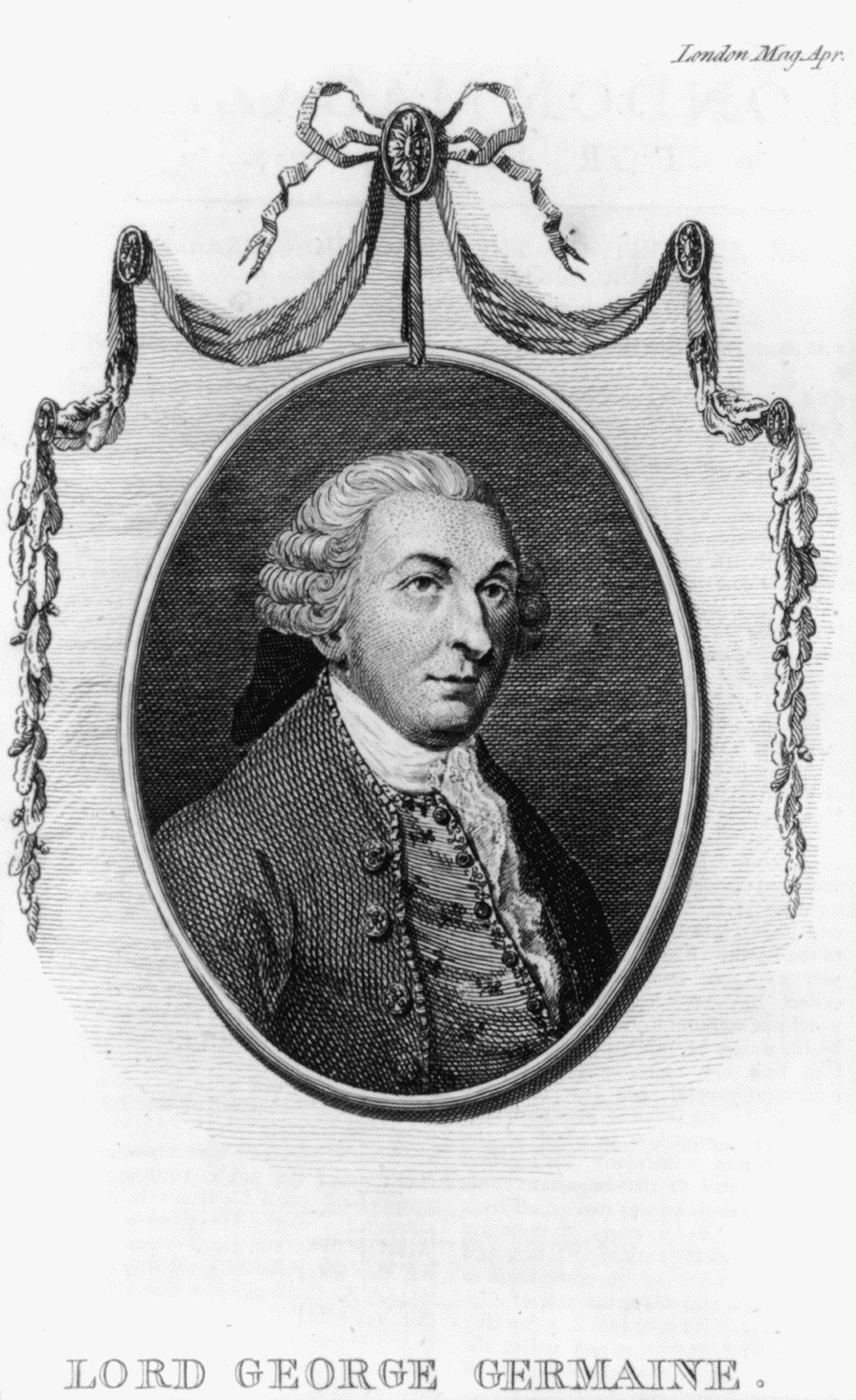
Lord George Germain

Howe va manifestar a principis d'abril estar en contra de portar el seu exèrcit per terra a Filadèlfia a través de Nova Jersey, ja que això implicaria una difícil travessia de l'ampli riu Delaware en condicions hostils, i probablement requeriria el transport o la construcció de les embarcacions necessàries. El pla de Howe, enviat a Germain el 2 d'abril, també aïllava Burgoyne de qualsevol possibilitat de suport significatiu, ja que Howe portaria el seu exèrcit per mar a Filadèlfia, i la guarnició de Nova York seria massa petita per a qualsevol operació ofensiva significativa fins al riu Hudson per ajudar a Burgoyne.

## El desenvolupament dels plans de Howe
Washington es va adonar que Howe «certament hauria de fer una bona política per treballar amb el General Burgoyne» i estava perplex per què no ho va fer. Washington en aquell moment i els historiadors des de llavors han desconcertat per la raó que Howe no estava en el seu lloc per acudir al relleu del general John Burgoyne, l'exèrcit d'invasió del Canadà va ser envoltat i capturat pels estatunidencs a l'octubre. Els historiadors estan d'acord que Lord Germain va fer un pobre treball en la coordinació de les dues campanyes. Després que Howe capturès Nova York i de la retirada de Washington a través del riu Delaware, Howe (el 20 de desembre de 1776) va escriure a Germain, proposant un conjunt elaborat de campanyes per a 1777. Aquestes van incloure operacions per obtenir el control del riu Hudson, expandir les operacions des de la base a Newport (Rhode Island), i ocupar la seu del rebel Congrés Continental (Filadèlfia). Howe va veure atractiu el pla, ja que Washington estava just al nord de la ciutat; Howe va escriure que «persuadit l'Exèrcit Principal, hauria d'actuar ofensivament [contra Filadèlfia], on es troba la força principal de l'enemic». Germain va reconèixer que aquest pla era particularment «ben digerit», però va demanar més homes que Germain estava disposat a proporcionar. Després dels contratemps a Nova Jersey a mitjans de gener de 177, Howe va proposar operacions contra Filadèlfia que incloïen una expedició per terra i un atac per mar, pensant que això podria conduir a una victòria decisiva sobre l'Exèrcit Continental. Aquest pla es va desenvolupar fins al punt que a l'abril l'exèrcit de Howe va ser vist construint ponts i pontons; Washington, allotjat a les seves casernes d'hivern a Morristown (Nova Jersey), va pensar que eren per a ús eventual al riu Delaware. No obstant això, a mitjans de maig Howe aparentment havia abandonat la idea d'una expedició per terra: «Proposo envair Pennsilvània per mar ... Probablement hem d'abandonar les Jersies».
La decisió de Howe de no ajudar a Burgoyne podria haver-se arrelat en la percepció de Howe que Burgoyne rebria credit per una campanya reeixida, fins i tot si requeria l'ajuda de Howe; això no ajudaria a la reputació de Howe, ja que l'expedició de Filadèlfia ho faria si hagués tingut èxit. L'historiador John Alden assenyala les gelosia entre diversos líders britànics, dient: «És probable que [Howe] estigués tan gelós de Burgoyne com Burgoyne estava d'ell i que no estigués disposat a fer res que pogués ajudar-lo a pujar l'escala de renom militar». Al llarg de les mateixes línies, Don Higginbotham conclou que en opinió de Howe, «[La campanya del riu Hudson] era una exhibició de Burgoyne i, per tant, ell [Howe] volia fer poc en ella. Pel que fa a l'exèrcit de Burgoyne, només faria just el necessari (pràcticament res)». Howe va escriure a Burgoyne el 17 de juliol: «La meva intenció és anar cap a Pennsilvània, on espero conèixer Washington, però si va cap al nord en contra de les meves expectatives, i el pots mantenir a ratlla, segur que aviat estaré darrere seu per ajudar-te». Poc després va salpar des de Nova York.

## Els primers enfrontaments
L'Exèrcit Continental de George Washington estava acampat principalment a Morristown (Nova Jersey), tot i que hi havia una base avançada a Bound Brook, a pocs quilòmetres dels llocs d'avançada britànics més propers. En part, com a mesura de represàlia contra les escaramusses en curs, el general Charles Cornwallis va executar un atac contra aquesta posició a l'abril de 1777, en el qual gairebé va capturar el comandant del lloc d'avançada, Benjamin Lincoln. En resposta a aquest atac, Washington va moure el seu exèrcit cap a una posició fortament fortificada a Middlebrook, a les muntanyes Watchung, que controlava les probables rutes terrestres britàniques cap a Filadèlfia.
Per raons que no estan del tot clares, el general Howe va traslladar un exèrcit considerable a Somerset Court House, al sud de Nova Brunswick. Si va fer aquest moviment com a esquer per treure a Washington de la seva posició fortificada, va fracassar, ja que Washington es va negar a moure el seu exèrcit. Washington tenia la intel·ligència que Howe no havia portat l'equip necessari per portar o construir embarcacions, per la qual cosa aquest moviment semblava poc probable que fos un moviment per travessar el riu Delaware. Quan Howe finalment va retirar el seu exèrcit cap a Perth Amboy, Washington el va seguir. Ràpidament, Howe va enviar tropes sota el comandament de Cornwallis en un intent d'impedir a Washington que accedía a un terreny alt; aquest intent va ser frustrat en la batalla de Short Hills. Llavors, Howe va retirar les seves tropes cap a Perth Amboy, les va embarcar en transports i va salpar del port de Nova York amb destí a Filadèlfia.
Washington no sabia on anava. Tenint en compte la possibilitat que Howe fes un altre esquer, i suposant navegaria amb el seu exèrcit fins al riu Hudson per unir-se al de Burgoyne, es va mantenir a prop de Nova York. Només quan va rebre la notícia que la flota de Howe havia arribat a la desembocadura del riu Delaware, va haver de considerar la defensa de Filadèlfia. No obstant això, la flota no va entrar al riu Delaware, sinó que va continuar cap al sud. Amb la incertesa de l'objectiu de Howe, que podria ser Charleston (Carolina del Sud)), Washington va considerar moure's cap al nord per ajudar en la defensa del Hudson quan es va assabentar que la flota havia entrat a la badia de Chesapeake. L'agost, va començar a moure les seves tropes cap al sud per preparar les defenses de la ciutat. El general John Sullivan, que comandava les tropes de l'Exèrcit Continental situades a l'illa de Staten, havia intentat, per tal de capitalitzar sobre les debilitats percebudes de la posició britànica després de la sortida de Howe, un atac el 22 d'agost, que va fracassar amb la batalla de l'illa d'Staten.

## La presa de Filadèlfia
El general Howe va desembarcar 15.000 tropes a finals d'agost a l'extrem nord de la badia de Chesapeake, a uns 90 km al sud-oest de Filadèlfia. El general Washington va col·locar 11.000 homes entre Howe i Filadèlfia, però va ser envoltat i atacat a la batalla de Brandywine l'11 de setembre de 1777, i va patir més de 1.000 baixes mentre que els britànics van perdre aproximadament la meitat d'aquest nombre.
Una vegada més, el Congrés Continental va abandonar la ciutat, traslladant-se primer a Lancaster i més tard a York. Les forces britàniques i revolucionàries van maniobrar l'un al voltant de l'altre a l'oest de Filadèlfia durant els següents dies, enfrontant-se en trobades menors com la batalla dels Núvols i l'anomenada «massacre de Paoli». El 26 de setembre, Howe finalment va superar Washington i va marxar cap a Filadèlfia sense trobar oposició. La captura de la capital rebel no va posar fi a la rebel·lió com els britànics pensaven que ho faria. En la guerra del segle xviii, era normal que el bàndol que capturès la capital de la força rival guanyés la guerra. Però la guerra va continuar durant sis anys més (fins als 1783), donades les tàctiques de guerra poc convencionals dels rebels en aquell moment.

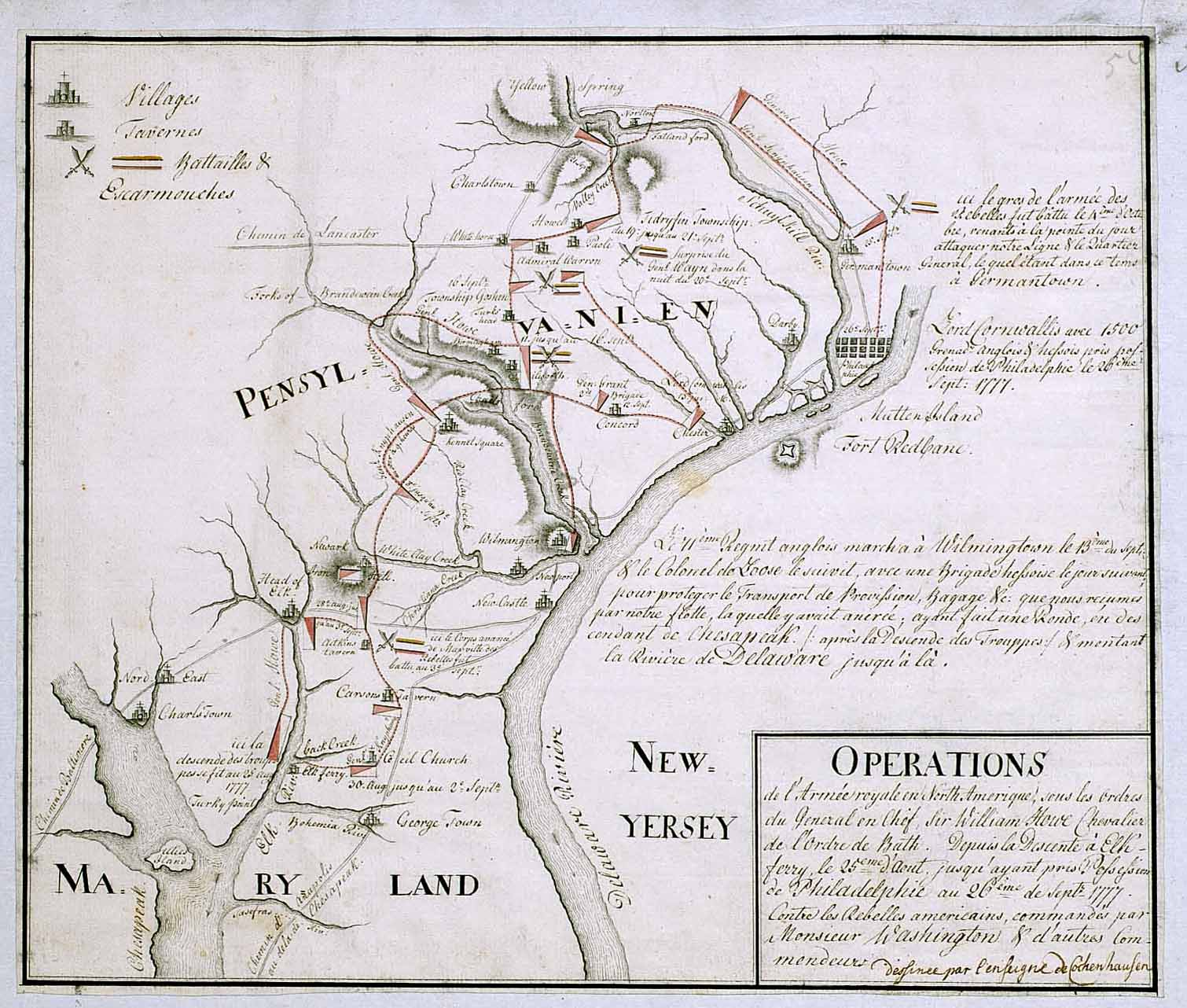
Mapa Hessià de la campanya, entre el 25 d'agost i 26 de setembre de 1777
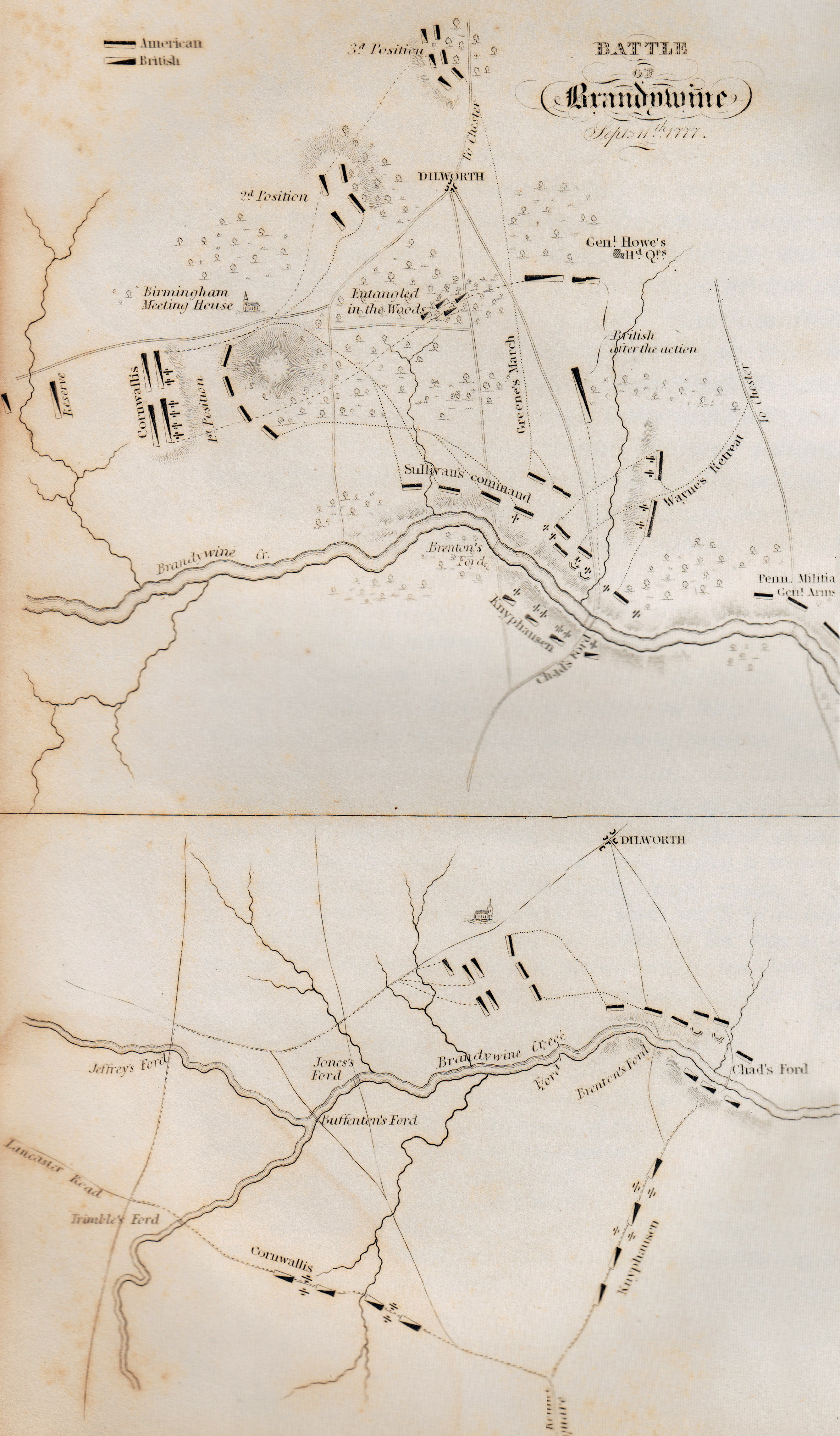
Mapa de la batalla de Brandywine, 11 de setembre de 1777. Gravat de 1830

Després de prendre la ciutat, els britànics van guarnir uns 9.000 soldats a Germantown, a 8 km al nord de Filadèlfia. El 2 d'octubre, els britànics van capturar Fort Billingsport al riu Delaware en Nova Jersey, per tal de netejar una línia de cavalls frisons, uns obstacles al riu. La idea de col·locar aquests obstacles s'atribueix a Benjamin Franklin, i van ser dissenyats per Robert Smith. Una línia no defensada de cavalls frisons ja havia estat presa a Marcus Hook, i existia una tercera línia (més a prop de Filadèlfia), vigilada pels Fort Mifflin i Fort Mercer. Washington va atacar Germantown sense èxit el 4 d'octubre, i després es va retirar per veure i esperar que els britànics contraataquessin. Mentrestant, els britànics necessitaven obrir una ruta de subministrament al llarg del riu Delaware per donar suport a la seva ocupació de Filadèlfia. Després d'una defensa perllongada del riu per part de comodor John Hazelwood, la Marina Continental i l'Armada de Pennsylvània, els britànics finalment van assegurar el riu prenent els forts Mifflin i Mercer a mitjans de novembre (encara que aquest últim no va ser pres fins després que les tropes defensores abandonessin fort). A principis de desembre, Washington va repel·lir amb èxit una sèrie de tropes d'exploració del general Howe a la batalla de White Marsh.

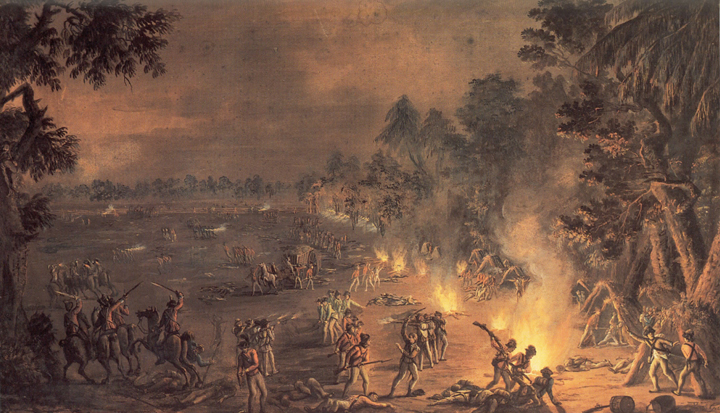
Infanteria lleugera britànica i dragons lleugers atacant el campament de l'Exèrcit Continental en la massacre de Paoli, el 20 de setembre de 1777
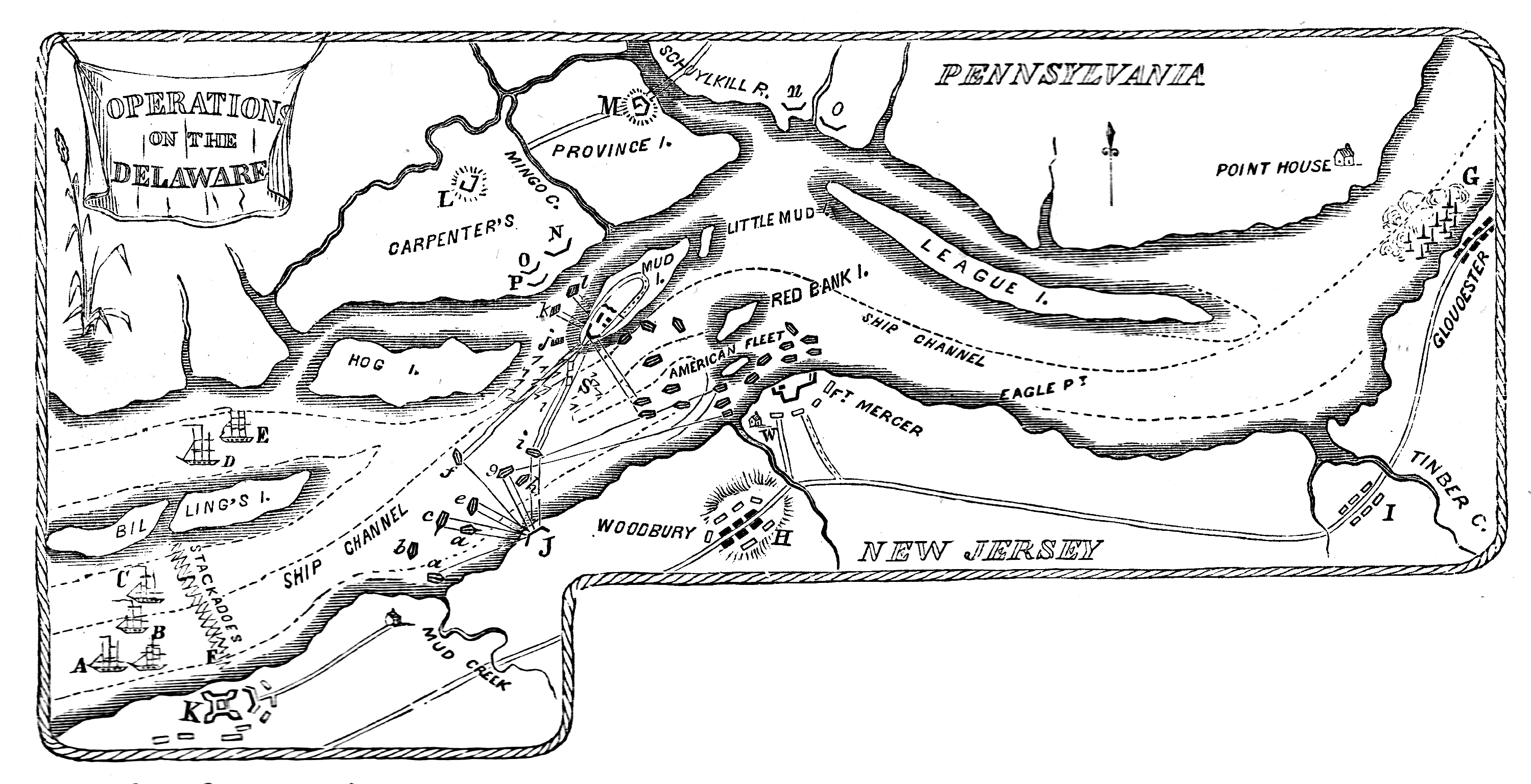
Operacions al riu Delaware, entre octubre i novembre de 1777

Els problemes del general Washington en aquest moment no eren només els britànics. En l'anomenat Conway Cabal, alguns polítics i oficials descontents amb l'actuació de Washington en la campanya van discutir secretament la seva destitució. Washington, ofès per la maniobra a les seves esquenes, va explicar tot l'assumpte obertament davant el Congrés Continental. Els seus seguidors el van donar suport i l'episodi es va aturar.

## Valley Forge i Monmouth (Court House)
Washington i el seu exèrcit van acampar a Valley Forge el desembre de 1777, a uns 32 km de Filadèlfia, on van romandre durant els sis mesos següents. Durant l'hivern, 2.500 homes (de 10.000) van morir de malaltia i exposició al fred. No obstant això, l'exèrcit finalment va sortir de Valley Forge en bon ordre, gràcies en part a un programa d'entrenament supervisat pel baró von Steuben.
Mentrestant, hi va haver una reorganització en el comandament britànic. El general Howe va renunciar al seu comandament, i va ser reemplaçat pel tinent general Sir Henry Clinton com a comandant en cap. L'entrada de França a la guerra va forçar un canvi en l'estratègia de guerra britànica, i el govern va ordenar a Clinton abandonar Filadèlfia i defensar la ciutat de Nova York, ara vulnerable al poder naval francès. Els britànics van enviar una comissió de pau encapçalada pel Earl de Carlisle, les ofertes del qual, fetes al juny de 1778 quan Clinton es preparava per abandonar Filadèlfia, van ser rebutjades pel Congrés Continental. Mentre els britànics preparaven la seva retirada, Washington va enviar al marquès de La Fayette en una missió de reconeixement. La Fayette va escapar per poc d'una emboscada britànica a la batalla de Barren Hill.

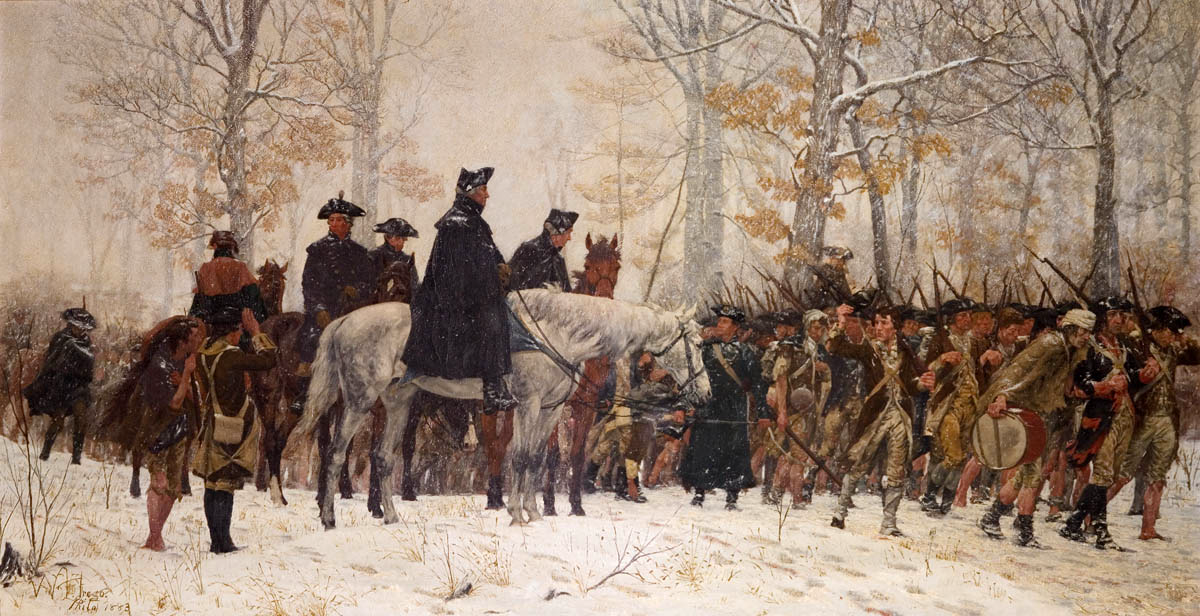
La marxa de Valley Forge, per William B. T. Trego, 1883
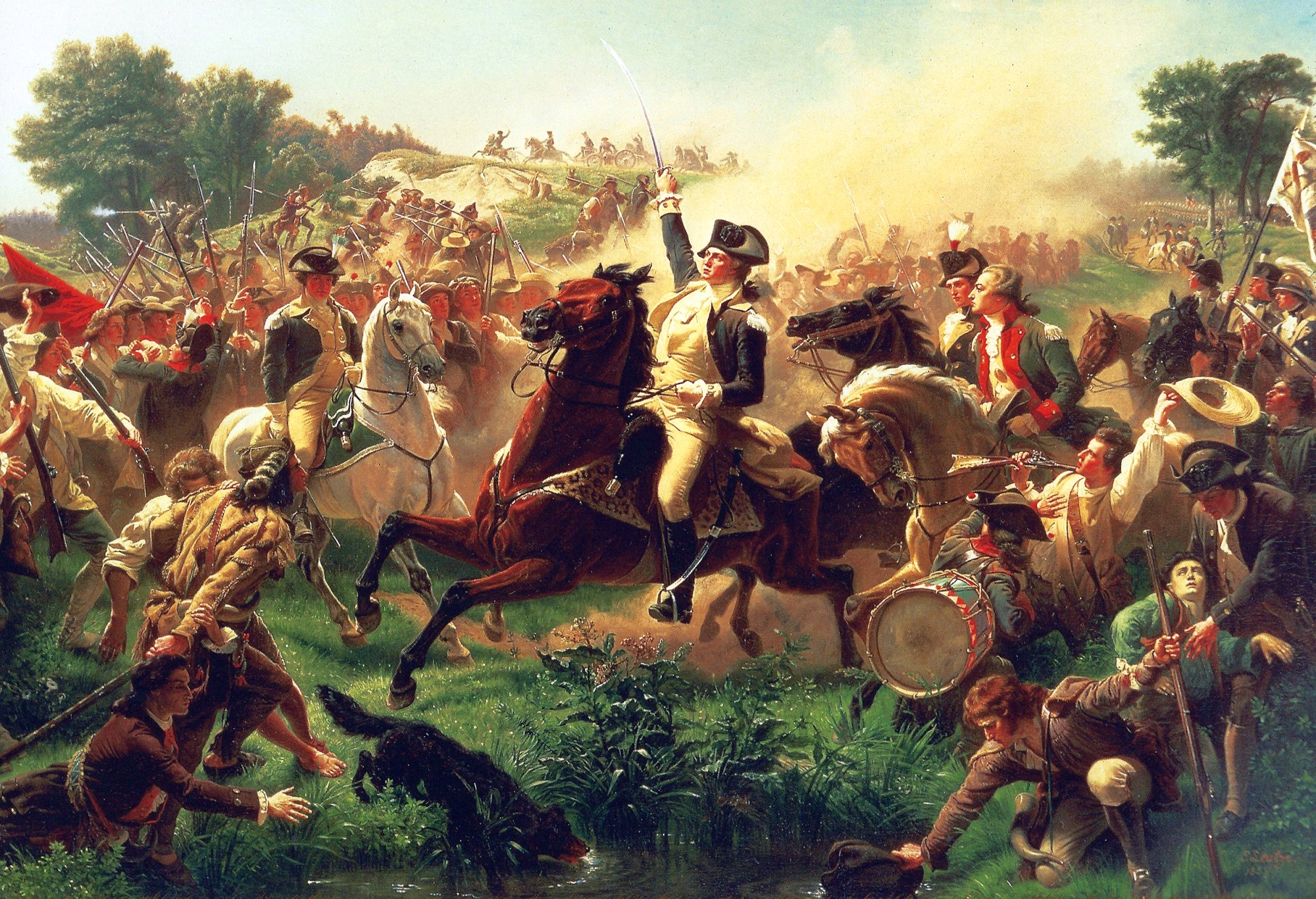
Washington reagrupant les tropes a Monmouth, per Emanuel Gottlieb Leutz, 1851/1854

Clinton va enviar molts lleialistes i la major part del seu equip pesat per mar a Nova York, i va evacuar Filadèlfia el 18 de juny. L'exèrcit de Washington va superar al de Clinton, i Washington va aconseguir forçar una batalla a Monmouth Courthouse el 28 de juny, l'última gran batalla al nord. El segon al comandament de Washington, el general Charles Lee, que va dirigir la força avançada de l'exèrcit, va ordenar una retirada controvertida a principis de la batalla, permetent que l'exèrcit de Clinton es reagrupés. El juliol, Clinton era a Nova York, i Washington era de nou a White Plains (Nova York).

## Conseqüències
Poc després que els britànics arribessin a Nova York, una flota francesa va arribar fora del port, el que va portar l'inici d'accions per ambdues parts. Els francesos i els estatunidencs van decidir fer un atac conjunt a la guarnició britànica a Newport (Rhode Island); aquest primer intent de coordinació va ser un fracàs notable.
Sota les ordres de Londres, Clinton va reassignar algunes de les seves tropes a les Índies Occidentals, i va començar una sèrie d'atacs costaners des de Chesapeake fins a Massachusetts. Al voltant de Nova York, els exèrcits de Clinton i Washington es van veure i van lluitar, amb accions ocasionals com la batalla d'Stony Point (1779) i la batalla de Connecticut Farms (1780). Clinton va considerar fer nous atacs a Filadèlfia, però aquestes idees mai van arribar a bon terme.
Els britànics també van començar una guerra fronterera més àmplia organitzada des de la ciutat del Quebec, utilitzant aliats lleialistes i amerindis. Les forces britàniques i franceses es van enfrontar a les Índies Occidentals a partir de 1778, i l'entrada de 1779 d'Espanya a la guerra va ampliar encara més els aspectes globals de la guerra.
El 1780, els britànics van començar una «estratègia del sud» per recuperar el control de les colònies rebels, amb la captura de Charleston (Carolina del Sud). Aquest esforç acabaria fracassant a Yorktown.